# Vinkovci
Vinkovci (pronuncia croata [ˈviːŋkɔːfʦi]; in tedesco Winkowitz, in ungherese Vinkovce, in cirillico in serbo Винковци?, in latino Cibalae) è una città (35 912 abitanti nel 2001) situata nella parte orientale della Croazia poco lontano dal confine con la Serbia.
Vinkovci è situata nella regione di Vukovar e della Sirmia. Caratterizzata da numerosi edifici barocchi Vinkovci è soprattutto un importante nodo ferroviario. Per la sua posizione la città è spesso soprannominata la "porta della Croazia".
Nel corso della Guerra per l'Indipendenza della Croazia Vinkovci si trovò sulla linea del fronte e venne investita dall'offensiva della JNA, anche se ne fu colpita in modo meno grave rispetto alla vicina Vukovar.

## Infrastrutture e trasporti

### Ferrovie
La città è uno dei principali snodi ferroviari della Croazia orientale. Dalla sua stazione, situata lungo la ferrovia Novska-Tovarnik, segmento della Zagabria-Belgrado, partono anche le linee regionali per Osijek e Županja.

## Amministrazione

### Gemellaggi
- Camponogara

## Sport
Il HNK Cibalia Vinkovci è il principale club calcistico cittadino, che milita nella PRVA NHL, il massimo campionato croato.